# سام ماكفرلين
سام ماكفرلين (بالإنجليزية: Sam McFarlane)‏ هو لاعب كرة قدم أسترالية أسترالي، ولد في 5 ديسمبر 1975.

## وصلات خارجية
- سام ماكفرلين على موقع AustralianFootball.com (الإنجليزية)
- سام ماكفرلين على موقع AFLtables.com (الإنجليزية)